# イェジィ・エンゲル
イェジィ・エンゲル（Władysław Jerzy Engel、1952年10月6日 - ）は、ポーランドの元サッカー選手、指導者。ポジションはミッドフィールダー。

## 来歴
2000年にポーランド代表監督に就任。2002 FIFAワールドカップ・ヨーロッパ予選ではグループ1位で、4大会ぶりのワールドカップ出場権を獲得した。2002 FIFAワールドカップでは1勝2敗でグループステージ最下位で敗退。大会終了後に退任した。